# Головківське
Головкі́вське — село в Україні,  в Олександрійській міській громаді Олександрійського району Кіровоградської області.

## Населення
За переписом населення України 2001 року в селі мешкало 79 осіб.